# 林秉良
林秉良（英語：James Lin Bing-liang；1913年6月6日—2001年5月25日；又名：葉蔭芸；聖名：雅各伯），是天主教中國籍神父，中國天主教愛國會自選自聖廣州總教區主教（1990年-2001年）。

## 生平
林秉良出生於1913年6月6日，在中華民國廣東省惠陽。1924年，他11歲時入讀廣州聖方濟各沙忽略小修院。1941年，畢業於英屬香港華南總修院。同年9月14日日，林秉良在28歲時於香港宗座代牧區晉鐸。其後，他返回廣州宗座代牧區，先後在廣州、東莞和河源等地的堂區擔任主任司鐸。
1949年10月1日，中國共產黨在中國大陸地區建立中華人民共和國，並開始針對天主教進行宗教迫害及打壓，教會已經無法正常功能。1966年至1979年的文化大革命期間，教區所有宗教活動停止。1980年代初，廣州總教區續步恢復運作，林秉良神父獲擔任為石室耶穌聖心主教座堂主任司鐸。
1990年2月15日，由中國政府控制的組織中國天主教愛國會推行和政府強迫下，廣州總教區未獲教宗准許，擅自選出林秉良為廣州總教區主教。同年3月13日，廣州總教區非法主教葉蔭芸去世。
同年5月6日，林秉良由山東省周村教區非法主教宗懷德主禮，廣東汕頭教區非法主教蔡體遠和嘉應教區非法主教鍾全璋襄禮非法自選自聖晉牧。事後，因林秉良在未獲得時任教宗若望保祿二世准許，自選自聖違反《天主教法典》被絕罰。
林秉良擔任非法主教期間，曾在1993年12月3日在廣東石室耶穌聖心主教座堂襄禮晉牧蔡秀峰為廣西梧州教區主教。1999年譴責美國轟炸中國駐南聯盟大使館，並在2000年出席「紀念中國天主教反帝愛國運動50週年座談會」。同年10月抨擊教宗若望保祿二世冊封中華殉道聖人。
2001年5月25日，林秉良神父在中國廣東省廣州逝世，享年87歲。